# 19 avril 1909
Le lundi 19 avril 1909 est le 109e jour de l'année 1909.

## Naissances
- Édouard Quéau (mort le 21 mai 1945), résistant français
- Boris Blinov (mort le 13 septembre 1943), acteur soviétique
- C. H. O'D. Alexander (mort le 15 février 1974), cryptanalyste et un joueur d'échecs britannique
- McLaren Stewart (mort le 14 mai 1992), artiste d'animation américain
- Olof Stahre (mort le 7 mars 1988), cavalier suédois de concours complet

## Décès
- Carl Frederik Liisberg (né le 15 mai 1860), peintre danois
- Howard Baskerville (né le 10 avril 1885), éducateur américain
- John Samuel Pughe (né le 3 juin 1870), illustrateur américain
- Signe Rink (née le 24 janvier 1836), écrivaine et ethnologue danoise du Groenland

## Événements
- L’Empire ottoman reconnaît l’indépendance de la Bulgarie